# 𥔲嘉镇
𥔲嘉镇，是中华人民共和国云南省楚雄彝族自治州双柏县下辖的一个乡镇级行政单位。

## 行政区划
𥔲嘉镇下辖以下地区：
𥔲嘉村、茶叶村、大红山村、阳太村、旧丈村、麻旺村、龙树村、新厂村、老厂村、平掌村、东凤村、密架村、义隆村和新树村。